# Pinzgauer (rund)

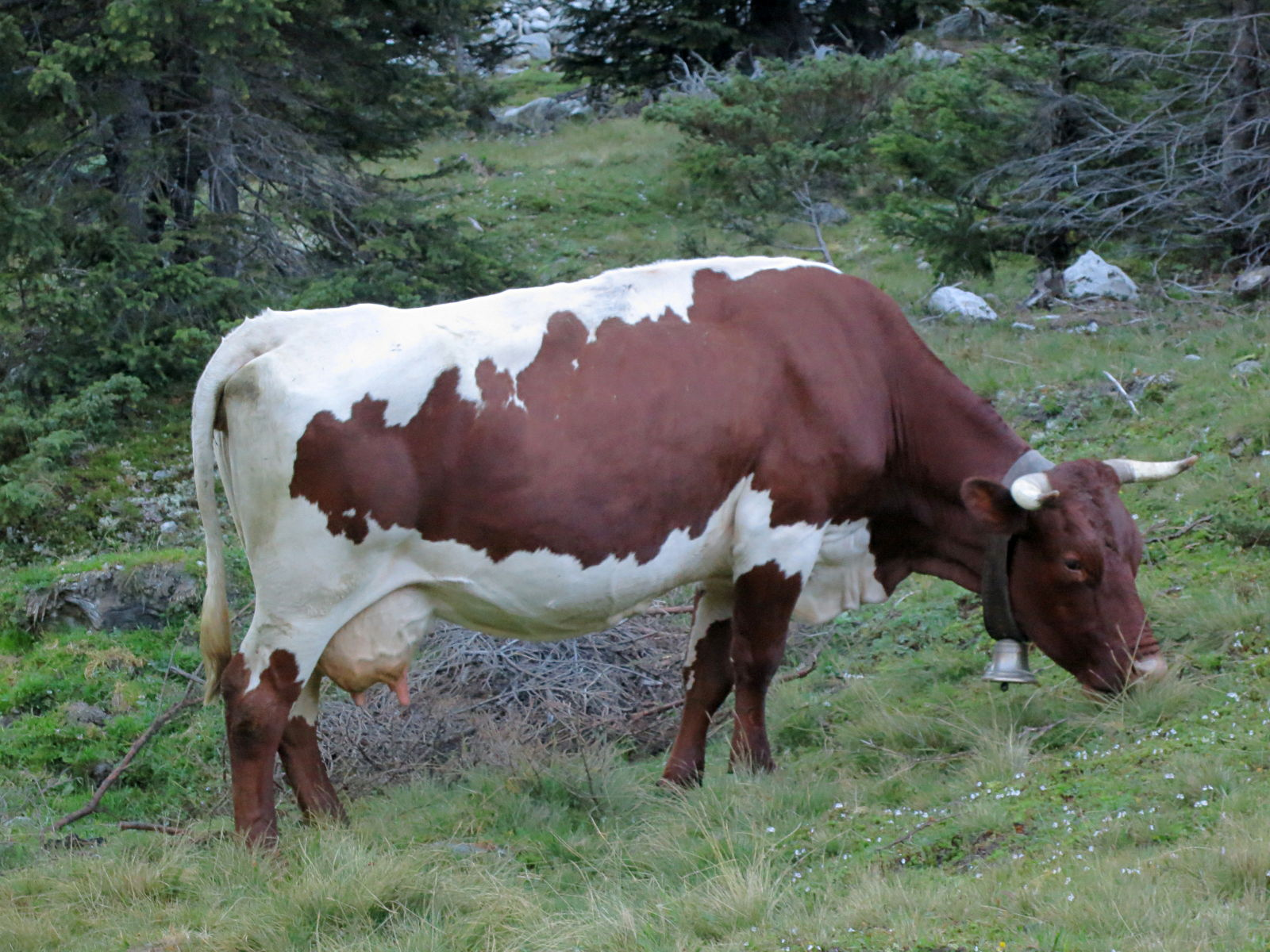
Een grazende Pinzgauer-koe in Tirol

De Pinzgauer is een runderras dat van oorsprong uit de Oostenrijkse regio Pinzgau,  deelstaat Salzburg komt. De runderen komen in twee kleurslagen voor: roodbont en zwartbont. Pinzgauers worden geclassificeerd als een dubbeldoelras, voor zowel melk als vlees.

## Verspreiding
Het Pinzgauer-ras wordt als bedreigd beschouwd en de populatie neemt jaarlijks met ongeveer 10% af. In 2001 waren er 36.000 dieren in Duitsland en wereldwijd waren er ongeveer 1,3 miljoen. In 1995 waren er in Oostenrijk 53.874 dieren, waarvan 9.883 in stamboeken waren geregistreerd.